# USS Ralph Johnson (DDG-114)
Ральф Джонсон (DDG-114) — ескадрений міноносець КРО типу «Арлі Берк» ВМС США, серії IIa з 127/62-мм АУ. Шістдесят четвертий корабель цього типу в складі ВМС США, будівництво яких було схвалено Конгресом США.

## Назва
15 лютого 2012 року міністр військово-морських сил США Рей Мабус оголосив назву корабля. Есмінцю буде присвоєно ім'я «Ральф Джонсон» на честь морського піхотинця Ральфа Н. Джонсона, який був посмертно нагороджений орденом Пошани за проявлений героїзм в березні 1968 року під час війни у В'єтнамі.

## Будівництво
Контракт на будівництво есмінця «Ralph Johnson» був підписаний 26 вересня 2011 року з суднобудівною компанією Ingalls Shipbuilding, розташованої в Паскагула, штат Міссісіпі, ставши 30 кораблем типу «Арлі Берк», який буде побудований на корабельні компанії Ingalls Shipbuilding. Вартість контракту складає 697,600 млн доларів.
Перше різання сталі для будівництва корабля була розпочата 12 вересня 2013 року. 23 вересня 2014 року відбулася церемонія закладки кіля. Спущений на воду 12 грудня 2015 року. 2 квітня 2016 року відбулася церемонія хрещення. Хрещеною матір'ю стала Georgeann McRaven, дружина адмірала у відставці Вільяма Макрейвена. 11 січня 2017 року міністр військово-морських сил США Рей Мабус оголосив про те, що церемонія введення в експлуатацію відбудеться в Чарльстоні, штат Південна Кароліна, в рідному місті покійного морського піхотинця Ральфа Н. Джонсона, в честь якого названий корабель. 25 липня 2017 року успішно завершив ходові випробування, які протягом трьох днів проходили в Мексиканській затоці. 15 листопада був переданий ВМС США. 9 березня 2018 корабель покинув корабельню і попрямував в Чарльстон (штат Південна Кароліна), куди прибув 19 березня з шестиденним візитом в рамках підготовки в церемонії введення в експлуатацію. 24 березня відбулася церемонія введення в експлуатацію. 27 квітня вперше прибув в порт приписки на військово-морську базу Еверетт (штат Вашингтон).

## Пандемія COVID-19
17 березня 2020 року речник Тихоокеанського флоту США повідомив, що було підтверджено захворювання одного члена екіпажу. Есмінець на той час перебував у своєму домашньому порту в Еверетті, штат Вашингтон, і моряк був самоізольований вдома.

## Бойова служба
14 липня 2020 американський ракетний есмінець здійснив транзит через 12-ти мильну територіальну зону навколо архіпелагу Справі в Південно-Китайському морі.
24 липня 2021 року американське агентство протиракетної оборони у співпраці з ВМФ США провело льотні випробування системи Aegis Weapon System 33, під час яких есмінець успішно знищив балістичні цілі над океаном, в районі на північний захід від Гаваїв.
3 жовтня 2021 року прибув до нового місця дислокації в порт Йокосука (Японія).